# Søren Olesen
Søren Olesen, född 27 september 1891 i Giver, död 29 augusti 1973 i Hirtshals, var en dansk lärare och politiker för Retsforbundet. Han var folketingsledamot 1945-1947 och 1953-1960 och Danmarks inrikesminister 28 maj 1957 - 18 november 1960.
Søren Olesen var son till gårdsägaren Jakob Olesen (1860-1939) och Mette Marie Christiansen (1868-1906). Han tog lärarexamen från Nørre Nissum seminarium 1913 och en kurs i gymnastik 1914. Från 1916 var han lärare på Indre missions folkhögskola i Horne och var sedan skolans föreståndare (1919-1929). Därefter var han kommunalanställd lärare och vice skolinspektör i Hirtshals till 1957. Han engagerade sig politiskt i det georgistiska och socialliberala partiet Danmarks Retsforbund. Han var ledamot i Horne-Asdals sockenstämma (1929-1943 och 1950-1954) och ordförande i socknens kyrkoråd (1930-1945). Han deltog även i organiseringen av partiet i Vendsyssel. Han var ledamot i Folketinget 1945-1947 och 1953-1960 och satt bl.a. i grundlagskommissionen och jordräntekommissionen. Då Retsforbundet och Det Radikale Venstre inträdde i regering tillsammans med Socialdemokratiet 1957 utsågs Olesen till inrikesminister. Som sådan tillsatte han den kommitté som lade grunden till kommunreformen i Danmark 1970. Mentalsjukhusen byggdes ut och utökades och döptes om från ”Sindssygehospitaler” till ”Statshospitaler”. Även ändringar i kommunalskattelagstiftningen genomfördes i hans mandatperiod, bl.a. införandet av personavdrag. Då Retsforbundet åkte ur Folketinget 1960 lämnade Olesen regeringen och avslutade sin politiska karriär.